# Antoinette Hervey
Antoinette Hervey, née le 29 avril 1891 à Paris et décédée le 20 avril 1979 aux Damps dans l'Eure, est diplômée de la Maison de santé protestante de Bordeaux, fondatrice et directrice du service d’infirmières visiteuses de l’Office public d'hygiène sociale de la Seine-Maritime.

## Biographie

### Famille
Antoinette est la troisième fille d'une famille bourgeoise de six enfants. Son père, Maurice Hervey (1855-1936), catholique, polytechnicien, capitaine de carrière, député de Seine-Maritime, rallié à la République en 1884, quitte l'armée en 1890 pour s'installer comme agriculteur-exploitant à Notre-Dame du Vaudreuil (Eure). Il épouse en 1882 une protestante, Valentine Raoul-Duval (1880-1932), fille d'Edgar Raoul-Duval (1832-1887), magistrat et député, et de Catherine Foerster. Maurice fait une brillante carrière politique. Il est élu à la présidence du syndicat agricole, puis devient conseiller général du Pont-de-l'Arche, puis sénateur de l'Eure de 1912 jusqu'à sa mort en 1936, vice-président du Sénat.
Passionné par les questions d'enseignement, il crée dans son village une école privée religieuse. Ses fils aînés, Jacques et Raoul, sont parmi les premiers élèves de l'École des Roches, fondée dans l’Eure en 1899 par Edmond Demolins (1852-1907), pédagogue français, s’inspirant des méthodes actives expérimentées dans les écoles nouvelles anglaises d’Abbotsholme et de Bedales.

### Études
Maurice fait donner à ses filles une éducation soignée. Elles suivent par correspondance le cours Dieterlen. Antoinette bénéficie des nombreuses conversations suscitées par la pédagogie de l’École des Roches.
En 1914, Antoinette perd son frère aîné à la guerre à la suite d'une mauvaise prise en charge médicale. En 1915, Antoinette entre comme élève à la Maison de santé protestante de Bordeaux (MSP), où elle se lie d’amitié avec Eveline et Madeleine Seltzer. En 1917, elle en sort diplômée. Elle part pour les États-Unis, où elle poursuit des études de nursing et de travail social pendant deux ans à l’université de Cincinnati (Ohio). Elle se lie alors d’amitié avec des Américaines et l'une d’elles, Miss Simpson, l’accompagne lors de son retour en France pour l’aider à ouvrir un service d’infirmières visiteuses.

### Service d'infirmières visiteuses en Seine-Maritime
En 1921, elle s’installe 14, rue Crevin, à Rouen, où elle ouvre un foyer pour accueillir les enfants atteints de tuberculose. Elle fonde et dirige le service d’infirmières visiteuses de l’Office public d'hygiène sociale de la Seine-Maritime jusqu’en 1940. C’est le seul service qui existe au niveau départemental. Il emploie jusqu’à trente infirmières visiteuses qui rayonnent dans tout le département. Antoinette n’hésite pas à faire appel à ses fonds personnels pour compléter le financement des dépenses du service. Autour de 1920, elle loge à leur arrivée les premières infirmières visiteuses. À partir de 1928, elle déménage du foyer pour prendre un logement individuel près de la gare de Rouen. C’est à son initiative qu’est ouvert dans la ville industrielle de Bolbec un service d’infirmières visiteuses. Après 1945, elle est à l’origine d’un service social rural dans le canton de Pont-de-l’Arche (Eure) où elle termine sa carrière.

## Engagements professionnels dans des associations ou institutions publiques

### Participation à l'Association nationale des infirmières diplômées d'État (Anidef)
Dès 1924, elle rejoint Léonie Chaptal à l'Anidef. Elle est présente à son côté aux congrès internationaux. En particulier, Antoinette se rend en compagnie de Léonie Chaptal et Jeanne de Joannis au Congrès  de l’International Council of Nurses (ICN) en Finlande en juillet 1925. C’est là que Léonie Chaptal, faisant des promesses inconsidérées quant à la durée des études d’infirmière en France, ravit à Anna Hamilton, directrice de la MSP, sa fonction de représentante de la France à l’ICN.

### Soutien auprès de ses condisciples
En outre, elle est membre de la Commission d’hygiène sociale de la Section sociale qui est  présidée par Georges Risler, président du Musée social et de l'Alliance d’hygiène sociale. Siègent aussi dans cette commission Léonie Chaptal, Juliette Delagrange, Cécile Brunschvicg.
Elle participe à deux fondations protestantes.  Dans les années 1930, elle aide ses condisciples et amies de la MSP, Madeleine et Eveline Seltzer.
Dans un premier temps, elles ouvrent une maison de repos pour infirmières à Chambon-sur-Lignon (Haute-Loire). Ensuite, elles trouvent des terrains dans les Alpes pour fonder la Fondation Édith-Seltzer et créer un sanatorium. Antoinette est membre du conseil d'administration de l'association.
Le conseil d’administration du 26 juin 1933 prépare l’inauguration du sanatorium Chantoiseau sous la présidence du Dr Édouard Rist (1871-1956), avec deux vice-présidents : le R.P. Sanson et Juliette Delagrange. La secrétaire générale est Marguerite Haller, brillante magistrate, première femme à avoir présidé une Cour d’appel, sollicitée par Suzanne de Dietrich. Le trésorier est Roger Oberkampf de Dabrun, artiste-peintre. Parmi les membres : le Dr Paul Armand-Delille (1874-1963), médecin des hôpitaux de Paris, le Dr Courcoux, le Dr Ribadeau-Dumas, Mme A. Cabouat, Mme Georges Getting (1877-1943), présidente du Service social à l’hôpital, M. Charles Latune, industriel papetier demeurant à Blacons-par-Aouste (Drôme), et son épouse Aimée (1875-1962), une des filles du pasteur et théologien Thomas Fallot (1844-1904). Sont aussi présents Armand Ehrhardt, inspecteur des finances à Sarrebrück, Georges Risler, Georges Roehrich, architecte (époux de Jenny Richard), Nicolas Raoul-Duval (1896-1979), pasteur (époux d'Adrienne Morin-Pons (1897-1980)), Charles Seltzer, oncle des fondatrices, et, bien sûr, Madeleine et Eveline Seltzer. Son père apporte son aide dans les démarches administratives.

## Divergence entre médecins et gardes malades hospitalières diplômées
Antoinette se rend à l’inauguration le 23 juillet 1933. En octobre 1936, pendant la réunion du conseil d’administration, le Dr Rist exprime sa satisfaction du bon fonctionnement de cette institution et rapporte les éloges qu’il entend de tous côtés. Mais il voudrait nommer un docteur en médecine à la tête de Chantoiseau. Cela soulève de nombreuses discussions : une telle nomination signifierait qu’une infirmière visiteuse diplômée ne peut être à la tête d’un établissement médico-social. Antoinette est très contrariée, elle estime que cette évolution mettrait aussi en cause sa position de directrice en Seine-Maritime. Pour prendre une telle décision, un vote est décidé. À la réunion suivante, le résultat du vote est favorable au maintien d’une infirmière diplômée comme directrice. Le Dr Rist démissionne. Il est remplacé par le Dr Corbillon. Antoinette accepte la présidence de façon temporaire, elle la garde jusqu’en 1948, date à laquelle elle propose la candidature d’Alice Clamageran, directrice de l’École d’infirmières de Rouen. Georges Risler, président du Musée social, de l’Alliance d’hygiène sociale et de l’Union nationale des fédérations d’organismes d’habitations à bon marché, vice-président du conseil d’administration des villages sanatoria d’altitude, devient vice-président de l’association.
Après 1945, Antoinette quitte la direction du service d’infirmières visiteuses car elle trouve pesantes les incursions des médecins dans son exercice professionnel.

## Philanthropie d'Antoinette
Après son départ, elle achète une propriété à Damps, près du Pont-de-l’Arche, où elle vit désormais. Elle y ouvre une école ménagère et continue des activités sociales non rémunérées. Antoinette accompagne ses amies Madeleine et Evelyne Seltzer lors de l’ouverture de la Fortitude, résidence pour personnes âgées, à Sanary-sur-Mer (Var). Antoinette possède de solides notions de puériculture et aime beaucoup s’occuper d’enfants. C’est une conteuse remarquable qui sait captiver son jeune public.

## Fin de vie
Elle meurt en 1979 entourée de sa famille, dans la discrétion. Sa carrière est représentative des personnes diplômées d’un hôpital-école : leur solide formation leur permet d’avoir une carrière polyvalente.

## Archives
- Archives de la Maison de santé protestante de Bordeaux.
- Archives de Chantoiseau.
- Archives de la Maison de santé Ambroise-Paré de Lille.
- Archives familiales de la famille Seltzer.